# Ostern
Ostern ou Eastern (aussi Western rouge ou parfois Western bortsch) est le nom donné aux westerns produits en Union soviétique et dans les pays du bloc de l'Est.

## Genres et spécificités
Le terme se réfère à deux genres connexes :
- Les westerns rouges proprement dits[2], dont l'action se déroule lors de la conquête de l'Ouest en Amérique, comme Jo Limonade (Tchécoslovaquie, 1964), Le Fils de la Grande Ourse (RDA, 1966), Le Cavalier sans tête (URSS, 1973), Armé et très dangereux (URSS, 1977), Pruncul, petrolul şi ardelenii (ro) (Roumanie, 1981) ou L'Homme du boulevard des Capucines (URSS, 1987). Ces films, de genres et de sujets radicalement différents, ont été principalement produits dans les pays d'Europe centrale comme l'Allemagne de l'Est et la Tchécoslovaquie, plutôt qu'en URSS.
- Les Osterns, généralement tournés dans les steppes ou dans la partie asiatique de l'URSS et dont l'action se situe en général pendant la Révolution russe ou la guerre civile qui s'ensuit, avec entre autres thèmes la révolte basmatchi. Quelques films de ce genre sont Les Justiciers insaisissables (1966) et ses deux suites, Le Soleil blanc du désert (1969) et Dauria (1971) ; Le Nôtre parmi les autres (1974), Des verstes sous le feu (1957), Le Garde du corps (1979) et Le Sixième (1981).

Évidemment influencés par les westerns occidentaux, ces films forment un genre spécifique. Le mot « Ostern » est dérivé du mot allemand Ost, qui signifie « Est ».
Les westerns du premier type sont souvent comparés aux westerns spaghettis, en ce sens qu'ils profitent de paysages locaux ressemblant à l'Ouest américain, en particulier, ceux de Yougoslavie, de Mongolie et du sud de l'URSS. Certains films est-allemands ont été appelés Westerns choucroute (Sauerkraut Westerns).